# Vincent van Gogh
Vincent van Gogh (holland kiejtése IPA: [ˈfɪnsɛnt fɑŋ ˈɣɔx] vagy IPA: [ˈvɪnsɛnt vɑŋ ˈɣɔx], kiejtéseⓘ, magyar kiejtéssel [vinszent van góg] vagy [vinszent van gog], eredeti nevén Vincent Willem van Gogh) (Hollandia, Groot-Zundert, 1853. március 30. – Franciaország, Auvers-sur-Oise, 1890. július 29.) holland festőművész, a posztimpresszionizmus egyik legnagyobb alakja.

## Élete
Vincent van Gogh a Hollandia déli részén fekvő Észak-Brabant tartománybeli Groot-Zundertben született 1853. március 30-án, Theodorus van Gogh (1822–1885), református lelkipásztor és Anna Cornelia Carbentus (1819–1907) első gyermekeként. Vincentnek öt testvére  volt, akik közül a nála négy évvel fiatalabb Theóval alakított ki szorosabb kapcsolatot, aki szellemileg és anyagilag is támogatta őt. A családnak szoros kötődése volt a művészethez: három nagybátyja műkereskedelemmel foglalkozott. 
Van Gogh tanulmányait egy zunderti falusi iskolában kezdte, majd kilenc hónap után egy nevelőtől sajátította el ismereteit. 1862-ben készültek első rajzai: A falra mászó macska és a Kutya. Középiskolát internátusokban végzett, előbb Zevenbergenben, ahol rajzórákat vett és angolul, franciául és németül tanult, később pedig Tilburgban. 1868-ban otthagyta az internátust, és visszatért szülői házába, Zundertbe. Egy év múlva, csupán 16 évesen beállt a hágai Goupil & Cie Galériába, melynek egyik üzlettársa nagybátyja volt. Hága után Brüsszelben, Londonban és Párizsban dolgozott. 
1876-ban otthagyta munkáját, mert apja lelkipásztori tevékenységét akarta folytatni. Teológiát tanult és egyházi felettesei a belga Borinege-ba küldték a szénbányászok közé. A gyerekeket tanította írni-olvasni és katekizmusra, beteget ápolt, szabadidejében pedig rajzolt. Ebből az időből származnak első tájképei.

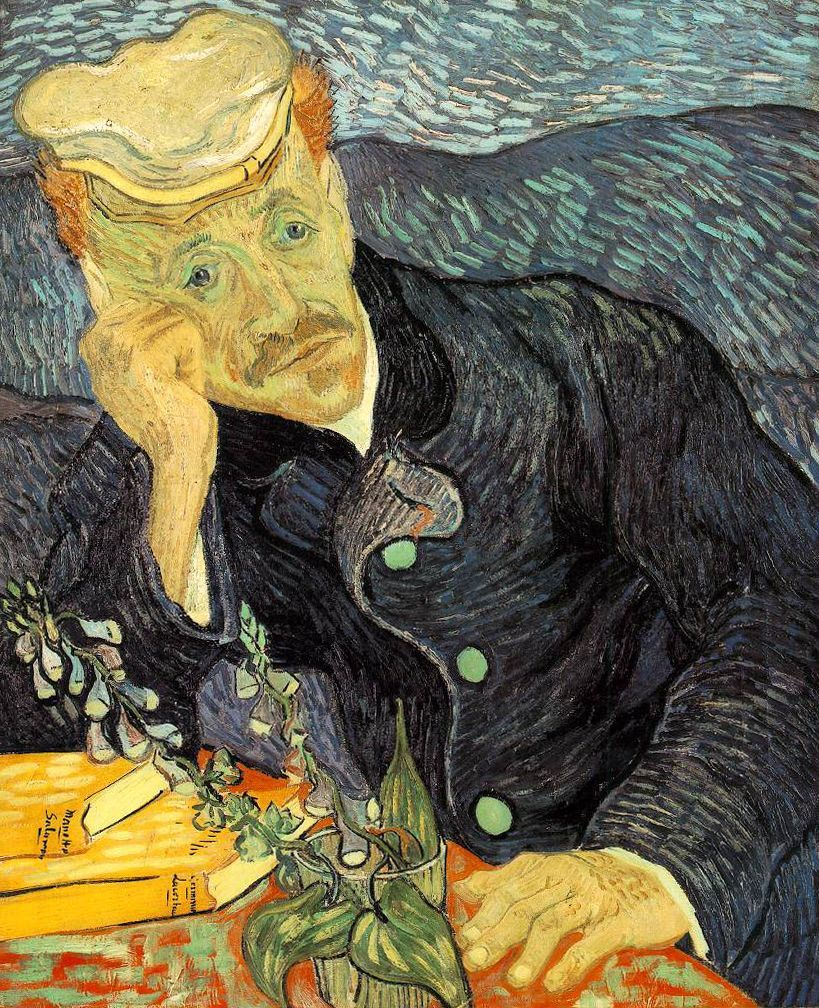
Dr. Gachet arcképe (második változat, 1890)

1880 őszén hazatért, és testvére, Theo, valamint unokatestvérének férje, Anton Mauve, az ismert festő biztatására tovább festett. Apjával való összekülönbözése után Hágába ment, ahol Theo segítségével műtermet rendezett be. Itt elvonulva tanulta a festészet hagyományait. Munkái tanulmányok, de nagy akaratról és komoly hivatástudatról vallanak. Ezután az antwerpeni akadémián felfedezte a japán metszeteket, többet le is másolt.
Egy szerencsétlen szerelmi ügy miatt családja és ismerősei megszakították vele a kapcsolatot. 1885-ben meghalt az apja, azután a családja – Theo kivételével – örökre elzárkózott tőle. Theóval életük folyamán állandóan leveleztek, amiből 650 levél maradt fenn. Ezekből származik a legtöbb információ van Gogh életéről.
1886-ban Párizsba utazott testvéréhez, aki ekkor a Goupil Galéria párizsi fiókját vezette. Van Gogh beiratkozott Fernand Cormon festő műhelyébe, itt ismerkedett meg Henri de Toulouse-Lautrec-kel. Mivel Cormon akadémizmusa nem felelt meg nekik, együtt hagyták ott. Theónál – aki szerette és gyűjtötte az impresszionistákat – meglátta Monet egyik alkotását, amely lenyűgözte. De impresszionista korszaka csak rövid ideig tartott, a saját útját kereste. Úgy gondolta, hogy délen megtalálja a megfelelő fényt és színeket, ezért 1888-ban Arles-ba utazott. Távozásának másik oka az lehetett, hogy szégyellt a testvére pénzén élni, de Párizsban megélni nem tudott.

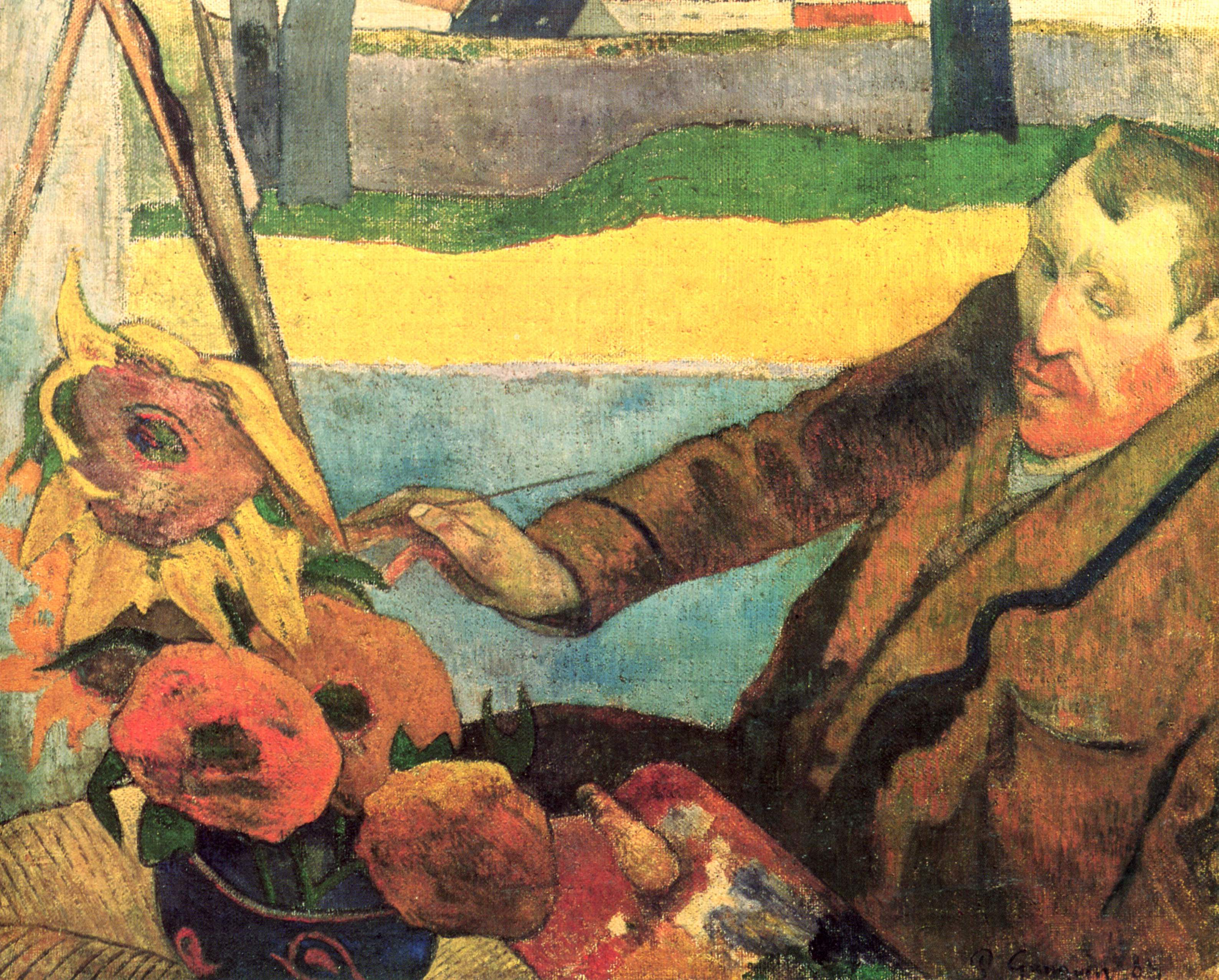
Paul Gauguin róla festett arcképe (1888)

Provence-ban lenyűgözte a természet szépsége, lázasan festett. Magányosnak érezte magát, ezért megkérte Paul Gauguint, akit Theónál ismert meg, hogy látogassa meg. Gauguin 1888. október 23-án érkezett Arles-ba. Eleinte minden rendben volt, közösen dolgoztak, de van Gogh egyre feszültebb lett, az erőltetett munka és a nem megfelelő életmód robbanással fenyegetett. Egyre többet veszekedtek, míg december 23-án az udvaron van Gogh borotvával megtámadta Gauguint, aki elmenekült. Van Gogh ezután hazament, és a borotvával levágta a bal fülét. Elmegyógyintézetbe került.
A hallucinációk és az epilepsziás rohamok után a nyugalom időszaka következett. 1889. január 7-én elhagyhatta a kórházat. Arles-ban nem érezte jól magát, magányos volt, mindenki őrültnek tartotta. Május 8-án a Saint-Rémy-de-Provence-i szanatóriumba utazott, amelyet július végén hagyott el, hogy Arles-ban maradt holmiját magához vegye. Két nappal később idegroham tört rá, három hétre tudatát vesztette. Amikor magához tért, tudomásul vette, hogy gyógyíthatatlan beteg. Ezután életét a hosszú, fájdalmas rohamok és a lázas munka jellemezték.
1890. május 20-án Párizsba utazott Theóhoz, majd két nap múlva tovább az Auvers-sur-Oise-ben lévő szanatóriumba, ahová a műpártoló dr. Paul Gachet hívta meg. Bár az orvos rövidesen gyógyultnak nyilvánította, júliusban újabb roham tört rá. Július 27-én az auvers-i vár környékén pisztoly okozta haslövés érte. A legelterjedtebb (ugyanakkor széles körben vitatott) elmélet szerint a pisztolylövést saját maga okozta, mert öngyilkos akart lenni, ugyanakkor a történetben számos ellentmondásos körülmény merült fel, amelyek a következők:[forrás?]
- Van Gogh halálának körülményeit nyomozással a rendőrség nem vizsgálta ki.
- Van Gogh a lövés napján is festett, épp egy befejezetlen művén dolgozott és a halálát megelőzően épp művészeti szempontból termékeny időszakban volt.
- Van Gogh testén a halottkémek nem találtak lőpornyomokat, ami arra utal, hogy a lövést nem közelről, hanem egy bizonyos távolságról adták le, továbbá a lövést okozó fegyver nem volt a helyszínen. Öngyilkosság esetén a gyilkos fegyver jellemzően nem szokott „eltűnni”.
- Mindezeken túl különös, hogy a kiérkező csendőr kérdésére, hogy a lövéssel öngyilkosságot akart e elkövetni, Van Gogh nem adott egyértelmű választ, azt mondta „valószínűleg igen”.
- Adeline Ravoux tanú vallomása szerint Van Gogh azon a búzamezőn követte el az öngyilkosságot, ahol aznap festett, majd a lövés után a saját lábán sétált el a Ravoux vendégházába, ahol segítséget kért. Ugyanakkor a búzamező a vendégháztól több kilométer távolságra volt. Ravoux (akinek vallomásait az életrajzírók rendre átvették) vallomásai többször megváltoztak, ráadásul nem szemtanú volt, hanem csak az apjától gyermekként hallotta a történetet. Habár a lövés helyszíne a történet szerint a búzamező volt a gyilkos fegyvert a búzamezőn se találta meg senki.
- Van Gogh halála előtti utolsó kérései között szerepelt, hogy a lövés miatt „ne vádoljatok senkit”.

Orvosa azonnal értesítette Theót, aki az utolsó napokat testvére mellett töltötte. Van Gogh 1890. július 29-én halt meg. Utolsó kívánsága az volt, hogy Hollandiában temessék el. A ravatalát barátai napraforgókkal borították el.

## Művészete

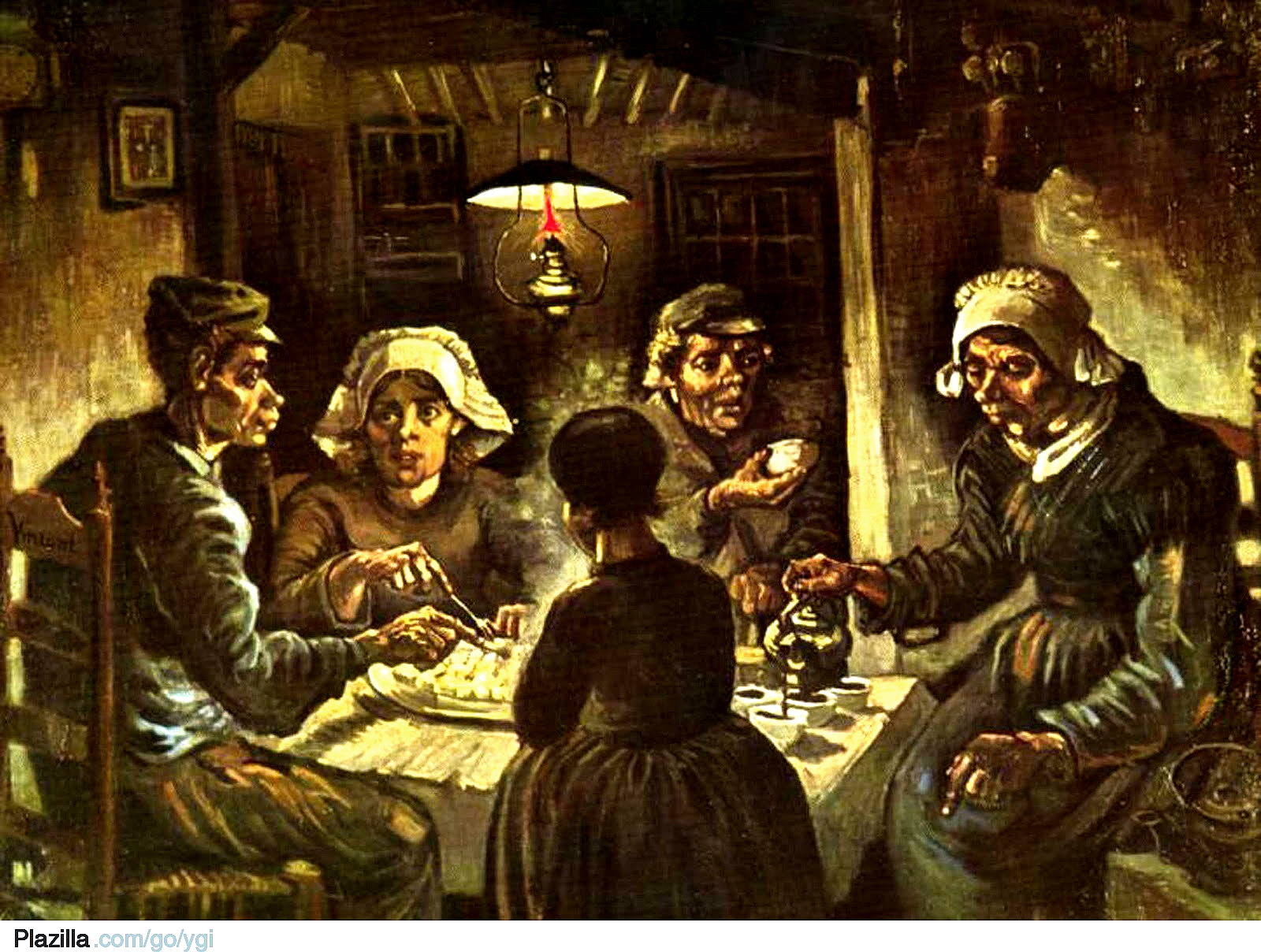
Krumplievők (1885)

Van Gogh 1880-tól teljesen a festészetnek szentelte magát. Hágában élve eleinte a bányászok életét örökítette meg vázlatain, majd a parasztok mindennapjait ábrázolta sötét tónusú képeken. Csendéleteket festett, amelyek távol álltak a megszokott polgári nyugalomtól. Van Gogh a szegények asztalát mutatta be sötét színekkel, lerí róla az őt körülvevő nyomor, kilátástalanság. Ebből a korszakából származik első nagy visszhangot kiváltott képe, a Krumplievők (De Aardappeleters). Művén elhagyta a parasztok ábrázolásánál elvárt pátoszt: fáradtnak, kimerültnek, füstszagúnak ábrázolta őket. Mint írta: „Csupán azt akarom közölni, hogy szorgalmasan dolgozom a Krumplievőkön. A fejekről újabb tanulmányokat készítettem, és változtattam a kéztartásokon is. Mindent megteszek, hogy életet vigyek bele…" Ezzel van Gogh felrúgta az addigi akadémikus szabályt, amely a parasztokat a föld egyszerű, boldog népeként ábrázolta. Kitört a botrány, és ő távozott Hágából.

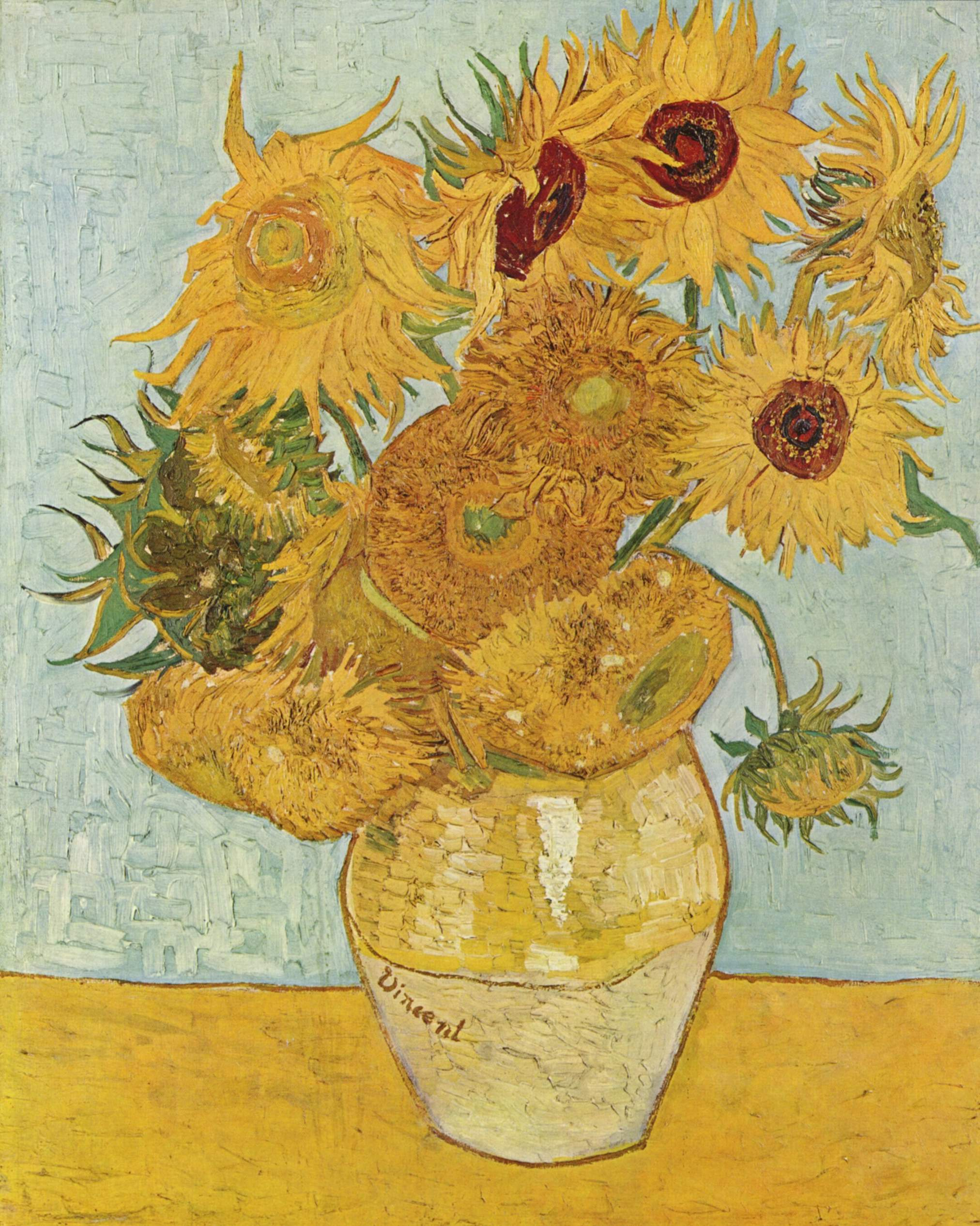
Napraforgók (1888)

1886-ban Párizsba költözött, ahol az impresszionista mesterektől megtanulta a világos színek használatát és a tónusok felbontását. Ekkor festette Tanguy apó portréját, aki festőfelszereléseket árusított, de mindig megengedte, hogy a festők képeikkel fizessenek. A kép hátterében az akkor divatos japán fametszetek látszanak.
Miután van Gogh Arles-ba költözött, a dél-franciaországi fény és a színek teljesen magukkal ragadták. 1887-ben és az ezt követő években alkotta meg remekműveit, alig néhány év alatt. A provence-i tájat festette, a lángoló pompát, a ragyogó színeket. Műtermében a falat rövidesen elborították a képek: önarcképek, csendéletek, tájképek. Sorsának talán legtragikusabb eleme, hogy e remekművekből egész életében csak egyet tudott eladni.
Első jelentős műve ebből az időből A Langlois-híd, amelyet világos, áttetsző színekkel festett. Képén erősen érződik a japán festészet hatása, hiszen a teret precíz vonalakkal választja el. Nem sok maradt az impresszionista technikából, amely a határvonalak és a színek összemosásán alapul. 1888-ban festette híres napraforgóit, amelyekkel eredetileg a műhelyét akarta dekorálni. A napraforgók című képén megtalált sárga szín annyira lenyűgözte, hogy azután minden Arles-ban készült képén felhasználta.

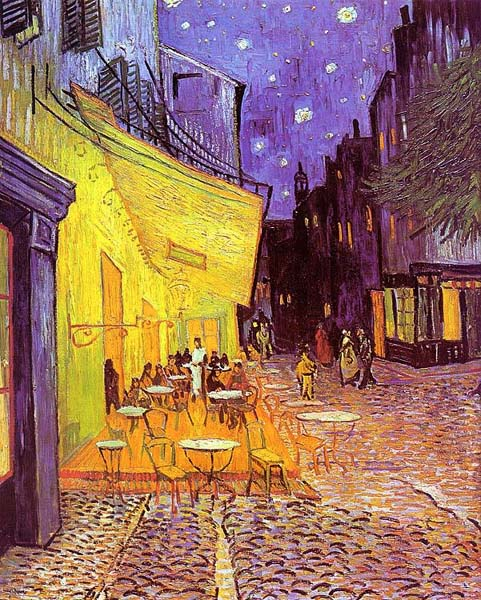
Kávézó terasza este (1888)

Úgy döntött, hogy a szabad ég alatt festi meg az éjszakát, s így egy újabb hagyománnyal fordult szembe. Állítólag olyan kalapot viselt, amelynek a peremére gyertyákat erősített, hogy a festék színeit felismerje. Így készült több éjszakai képe, mint a Kávézó terasza este (1888) és később a Csillagos éj. A Van Gogh szobája Arles-ban készítésének technikáját és a színeket részletesen megírja Theónak: vastagon felhordott, elsimított festékek, piros takaró, lila falak… A szoba a híres Sárga házban volt, amit egy másik képén megörökített.
Idegösszeomlása után a saint-remy-i szanatóriumban és Auvers-sur-Oise-ban megengedték, hogy fessen. Ebben az állapotban 1890 júniusáig 150 képet festett, többek között döbbenetes erejű önarcképeket, mint az Önarckép levágott füllel, amelyről egy végletekig elgyötört ember néz ránk. Gauguin hiányát Gauguin karosszéke című képe fejezi ki a legjobban: egy elhagyott szék, benne könyv és gyertya. Utolsó alkotásai végtelen magányát tolmácsolják. A Hollók a gabonaföld felett utolsó képei egyike. Kemény ecsetvonásokkal építi fel a mű nyugtalanságát, kaotikus jellegét; már-már az absztrakt festészethez közelít.

## Posztumusz hírnév

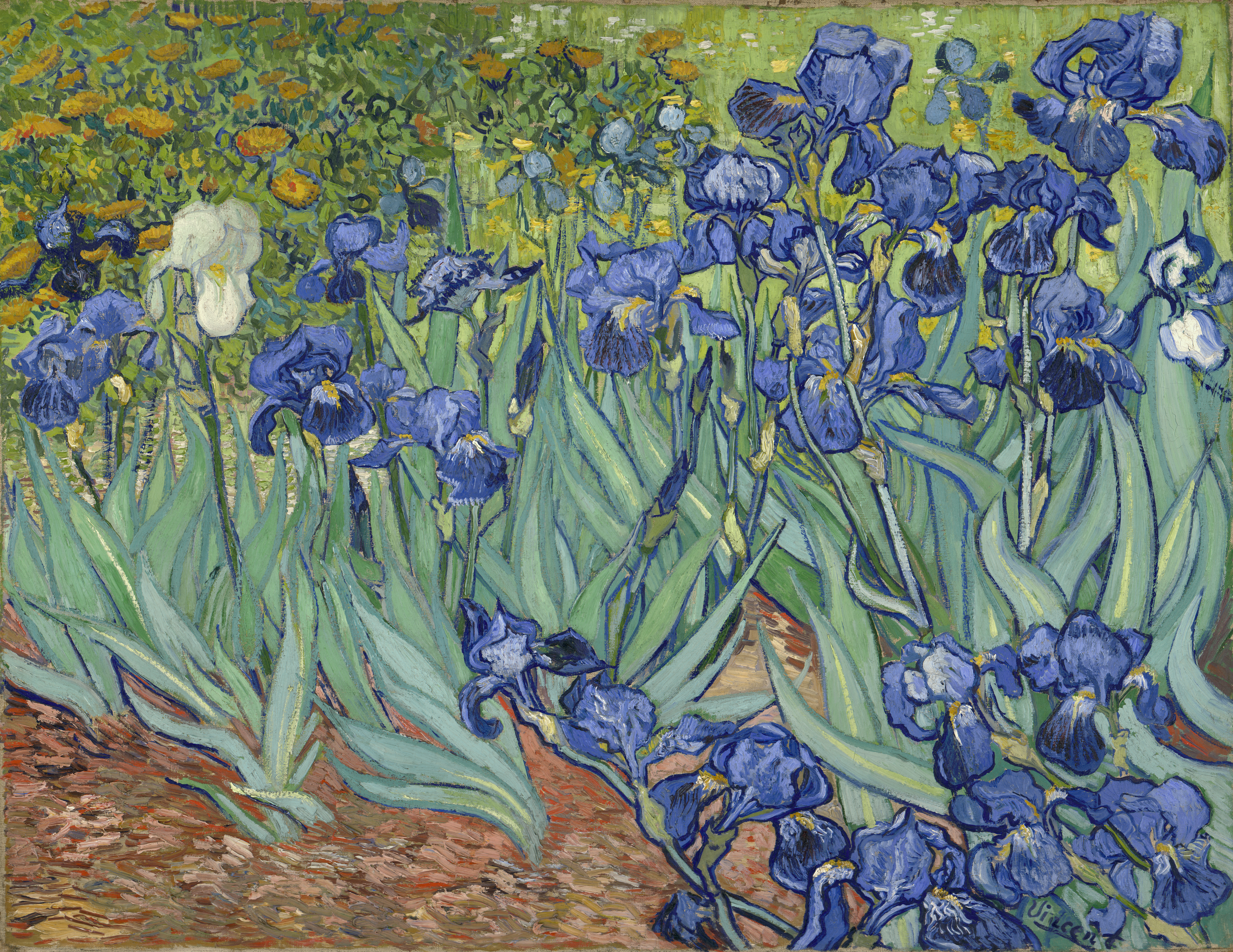
Íriszek (1889) – minden idők egyik legdrágább festménye

Van Gogh nem ismert kompromisszumot, és nem tudta magát alárendelni semminek. Pályája az emberi és alkotói szenvedés szélsőséges állapotait sűrítette magában. Az impresszionisták nem ismerték el és kinevették, de festészetében szinte minden eljövendő művészeti ág jeleit fel lehet fedezni. Azok közé a művészek közé tartozott, akiket csak haláluk után ismertek el. Elsőként a németek rendeztek kiállítást képeiből 1905-ben és 1906-ban Hamburgtól Berlinig. Művészetét ekkortól az expresszionizmus előfutárának tekintették. Hagyatéka 850 festményből és kb. ugyanennyi rajzból áll. E nagy szám ellenére megállapítható, hogy műveinek jó része megsemmisült. A La Tambourin színház felszámolásakor – ahol képeit kiállította – alkotásai közül többet kidobtak, amit megtartottak, azokat is vakkeretnek szánták. Ki gondolta volna akkor, hogy 1987-ben 53 millió dollárért adják el az Íriszeket? (A művész szakáll nélkül című képe 1998-ban 71,5 millió dolláros leütési árával az 5., Gachet doktor arcképe 1990-es 82,5 millió dolláros leütési árával a 2. a világ legdrágább képeinek sorában.)

## Betegsége

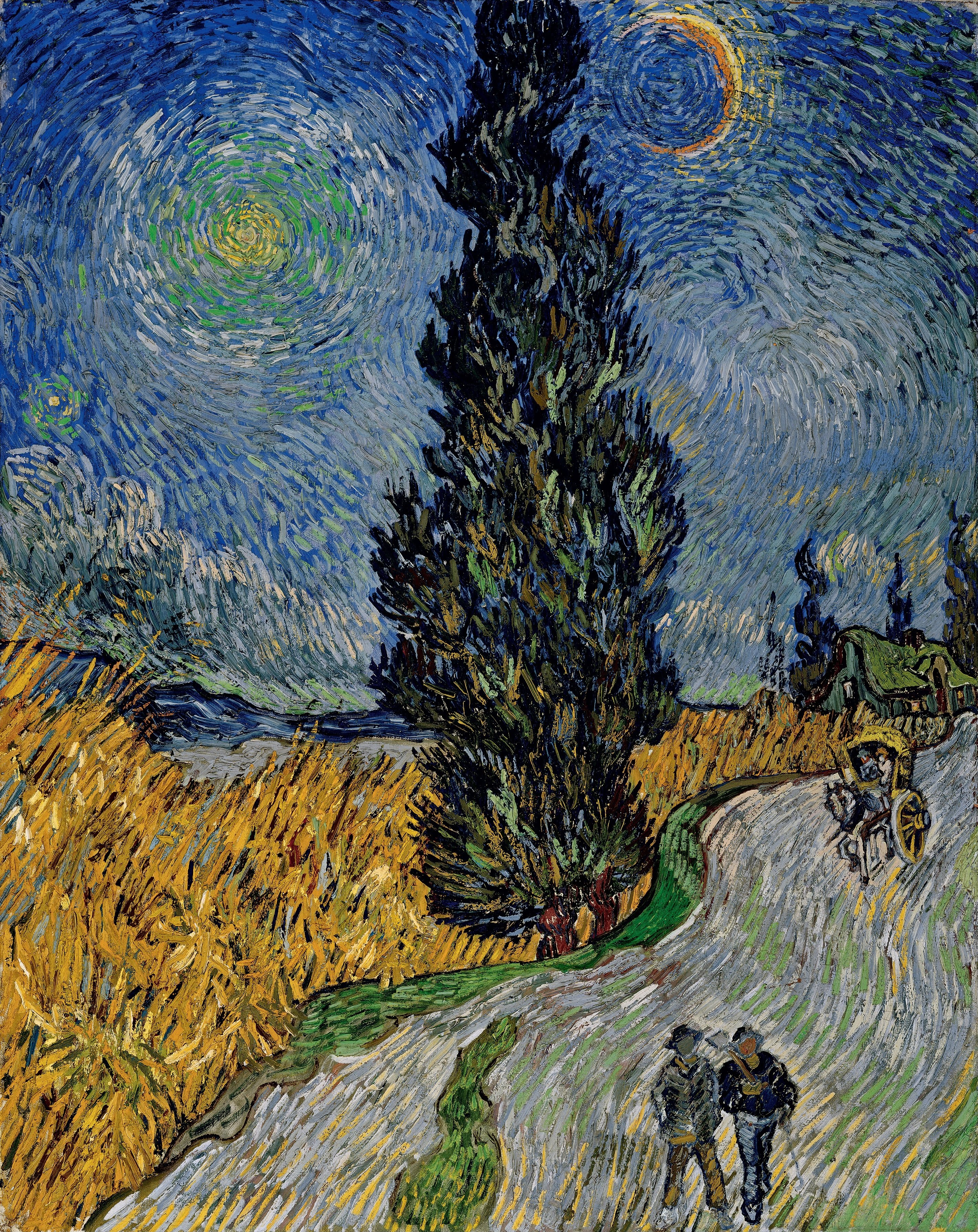
Falusi út Provence-ban, éjjel (1890)

Pontosan nem tudjuk, milyen elmebetegségben szenvedett. Orvosai epilepsziát állapítottak meg, de ma már nem mindenki fogadja el ezt tényként. Valószínűsítik, hogy szifilisz-betegség okozta paralízisben szenvedett, de ez nem bizonyítható. Némely kutató porfíriára gyanakszik, amely egy genetikai úton öröklődő betegség, és agykárosodást idéz elő. Annyi bizonyos, hogy Van Gogh életvitele és étkezési szokásai kedveztek e betegség kialakulásának. Felmerült a mániás-depresszió és a skizofrénia lehetősége is. Szenvedélyesen szerette az abszintot, ezt a gyógynövényekből készített, akkor divatos zöld szeszesitalt, amelyet később betiltottak, mert hamisítványai általában mérgezőek voltak.
Újabban egy másik feltételezés is született öngyilkosságának okáról. Kiderült, hogy halála napján egy szemészorvosnál járt. Látásproblémáiról, szemének fáradtságáról leveleiben már korábban is panaszkodott öccsének. Párizst azért hagyta ott, mert fényre vágyott, de képei Provence-ban is egyre sötétebbek lettek. Megjelent a képein egy látászavar jele: a világító testeket körülvevő szivárványszínű fényudvar. Mindez a kutatókat arra engedte következtetni, hogy van Gogh egy akkor még gyógyíthatatlan betegségben, zöldhályogban szenvedett, ami kezelés nélkül, rövid időn belül teljes vakságot okoz. Érthető, hogy ez a hír a színek szerelmesének olyan lehetett, mint egy halálos ítélet.

## Theodorus (Theo) van Gogh

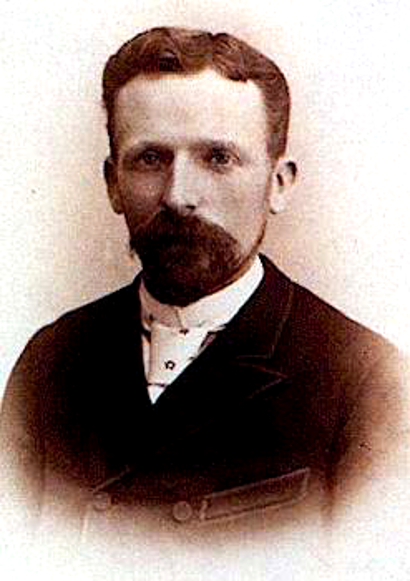
Theo van Gogh portréja

Theo négy évvel volt fiatalabb bátyjánál, 1857. május 1-jén született. Egész életében kiegyensúlyozottabb körülmények között élt, mint Vincent, aki jórészt az ő támogatásának köszönhette, hogy ha nem is jólétben, de nagyobb anyagi gondok nélkül élhetett. Theo feltétel nélkül bízott testvére tehetségében, amire legjobb bizonyíték levelezésük. Szellemileg is támogatta bátyját, kiállításokat szervezett neki. Mint a párizsi Goupil Galéria vezetője, ő ismertette meg bátyját az impresszionisták műveivel, a kor jelentősebb festőivel.
1889. április 17-én megnősült, egy év múlva megszületett kisfia, Vincent Wilhelm. Boldog családi életet élt. A két testvér sorsa azonban végzetesen összefonódott. Vincent halála után Theo megőrült: megszállottja lett annak a gondolatnak, hogy ő is gyógyíthatatlan idegbajban szenved. Miután megpróbálta megölni feleségét és kisfiát, idegklinikára szállították. Felesége Hollandiába vitte, ott halt meg 1891. január 21-én, fél évvel Vincent után.

## Van Gogh Budapesten

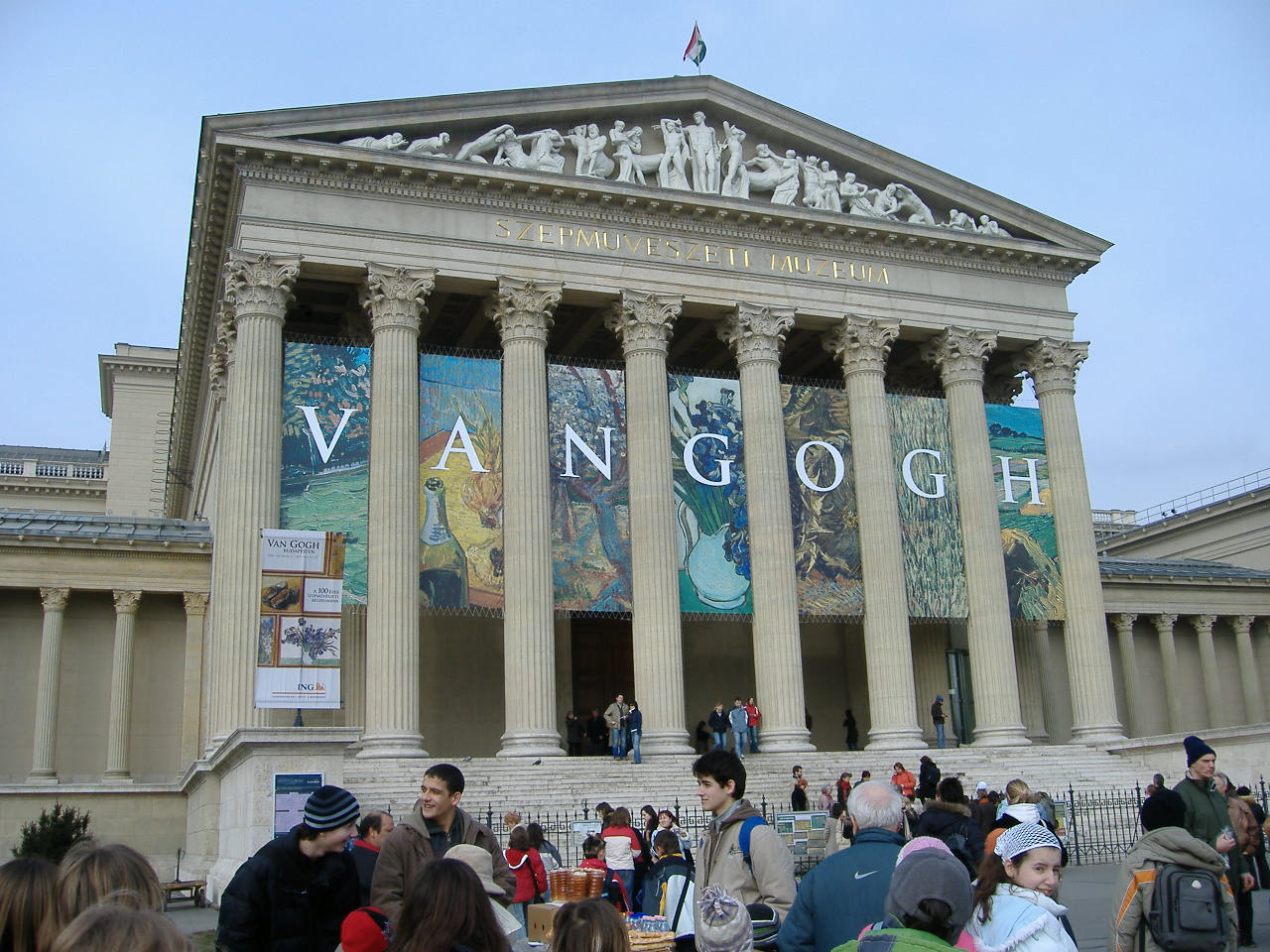
Van Gogh-kiállítás a Szépművészeti Múzeumban

2006. december 2. és 2007. április 1. között a Szépművészeti Múzeum Vincent van Gogh műveiből rendezett kiállítást. A tárlat hivatalosan csak március 20-áig lett volna látogatható, de a rendkívül nagy érdeklődésre való tekintettel az időtartamot két héttel meghosszabbították. A világ minden tájáról mintegy 40 múzeum és gyűjtő, többek között az amszterdami Van Gogh Múzeum, a párizsi Musée d’Orsay, a New York-i The Metropolitan Museum of Art és a washingtoni National Gallery of Art adta kölcsön a művész életének utolsó tíz évében, 1881 és 1890 között készített rajzait, grafikáit és festményeit. A kiállítást kiegészítette a Szépművészeti Múzeum gyűjteményéből összeválogatott tárlat, amelyben van Gogh holland kortársainak és mestereinek műveit mutatták be, közöttük Frans Hals és Rembrandt alkotásait, valamint japán fametszeteket, amelyek erősen hatottak van Gogh művészetére. A kiállítás hatalmas siker volt, több mint 480 000 látogatót vonzott.

## Művei magyarul
- Vincent Van Gogh levelei, fordítás és bevezető: Éber László, Amicus, Budapest, 1924
- Van Gogh levelei, válogatás és fordítás: Timár László, Officina, Budapest, 1944, (Officina könyvtár)
- Van Gogh válogatott levelei, válogatás, fordítás, bevezető, jegyzetek: Dávid Katalin, Képzőművészeti Alap, Budapest, 1964, (A művészettörténet forrásai)

## Híres képei

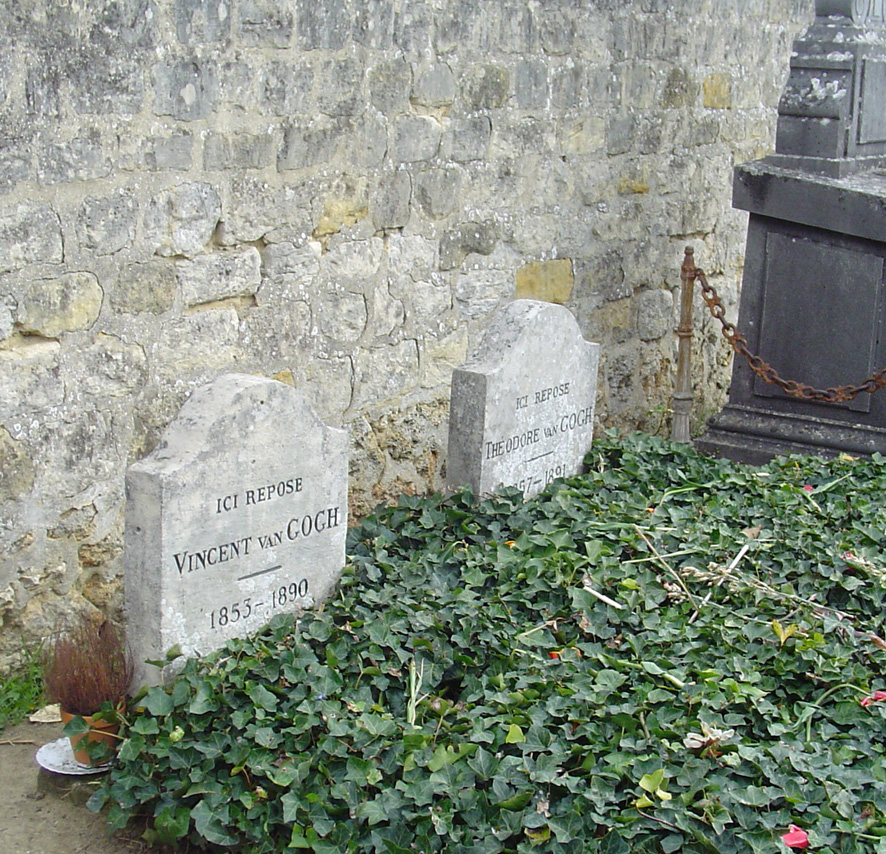
Vincent és Theo van Gogh sírja Auvers-sur-Oise-ban

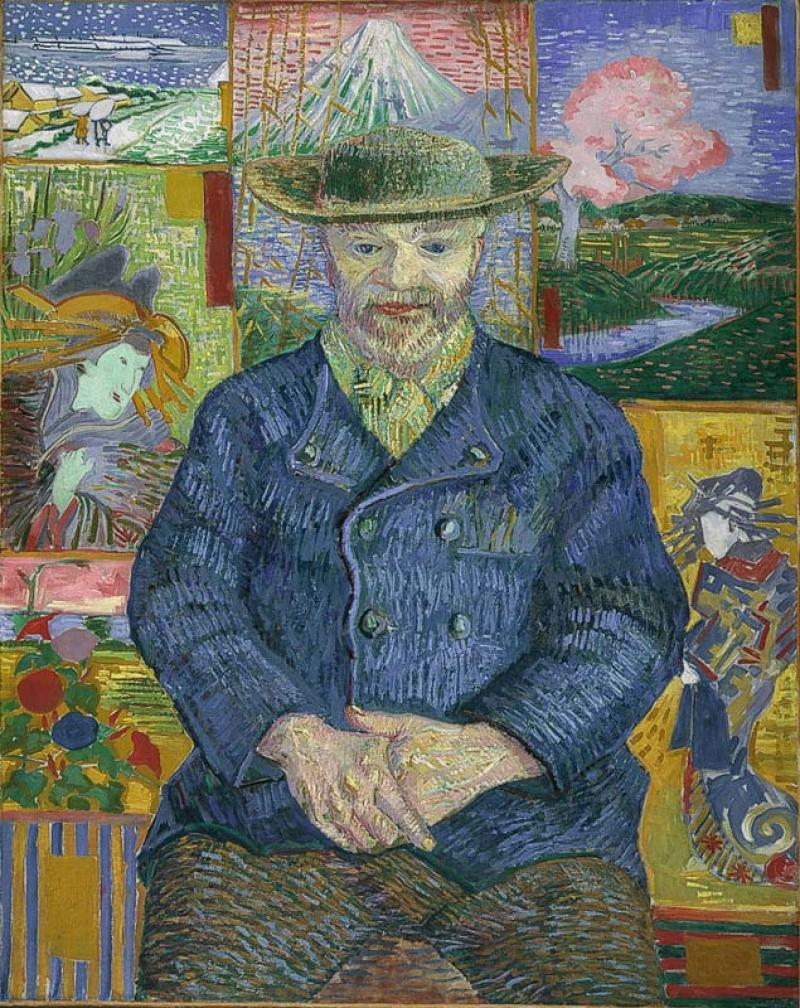
Tanguy apó, (1887)
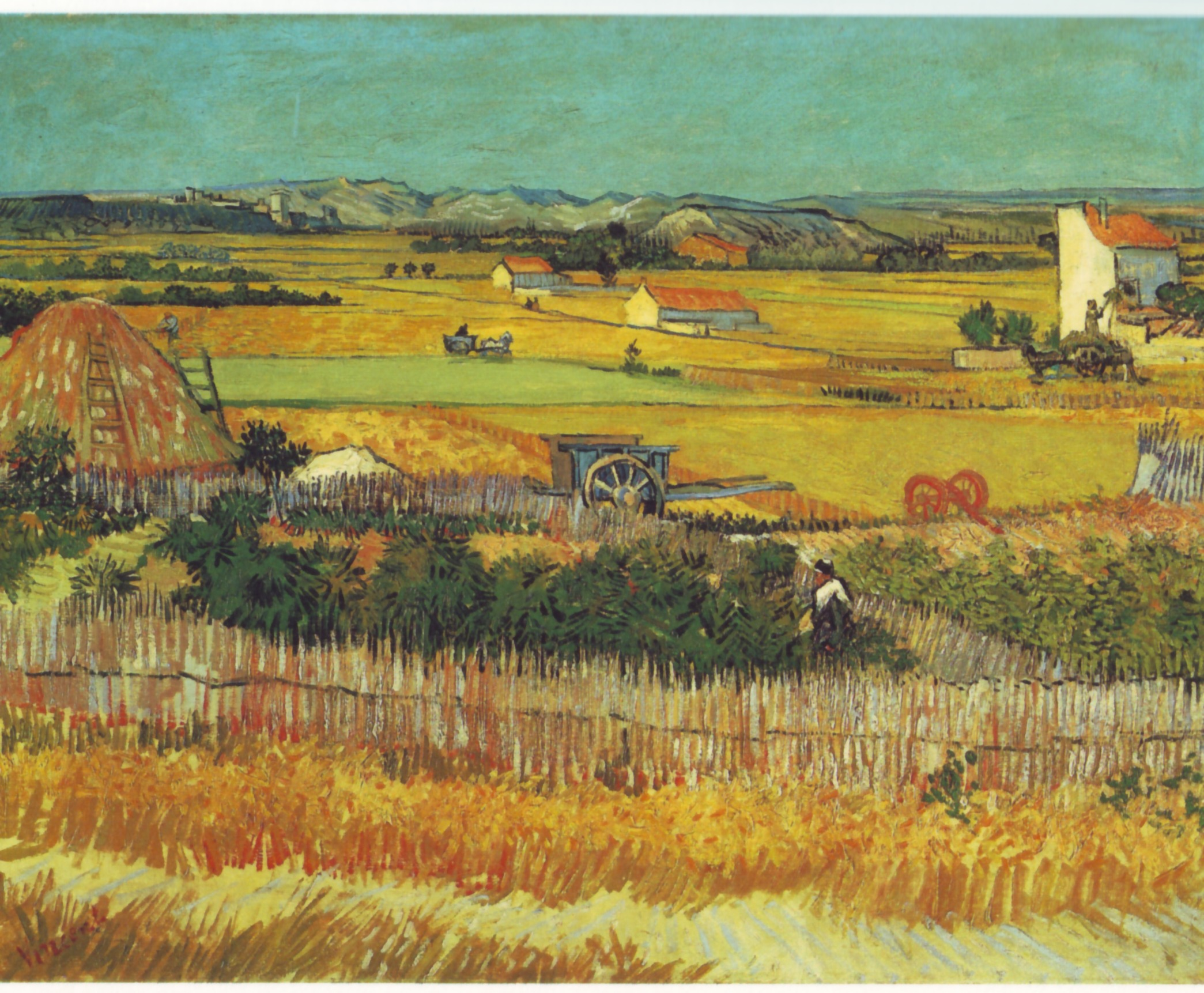
Aratás La Creu vidékén, Arles, (1888)
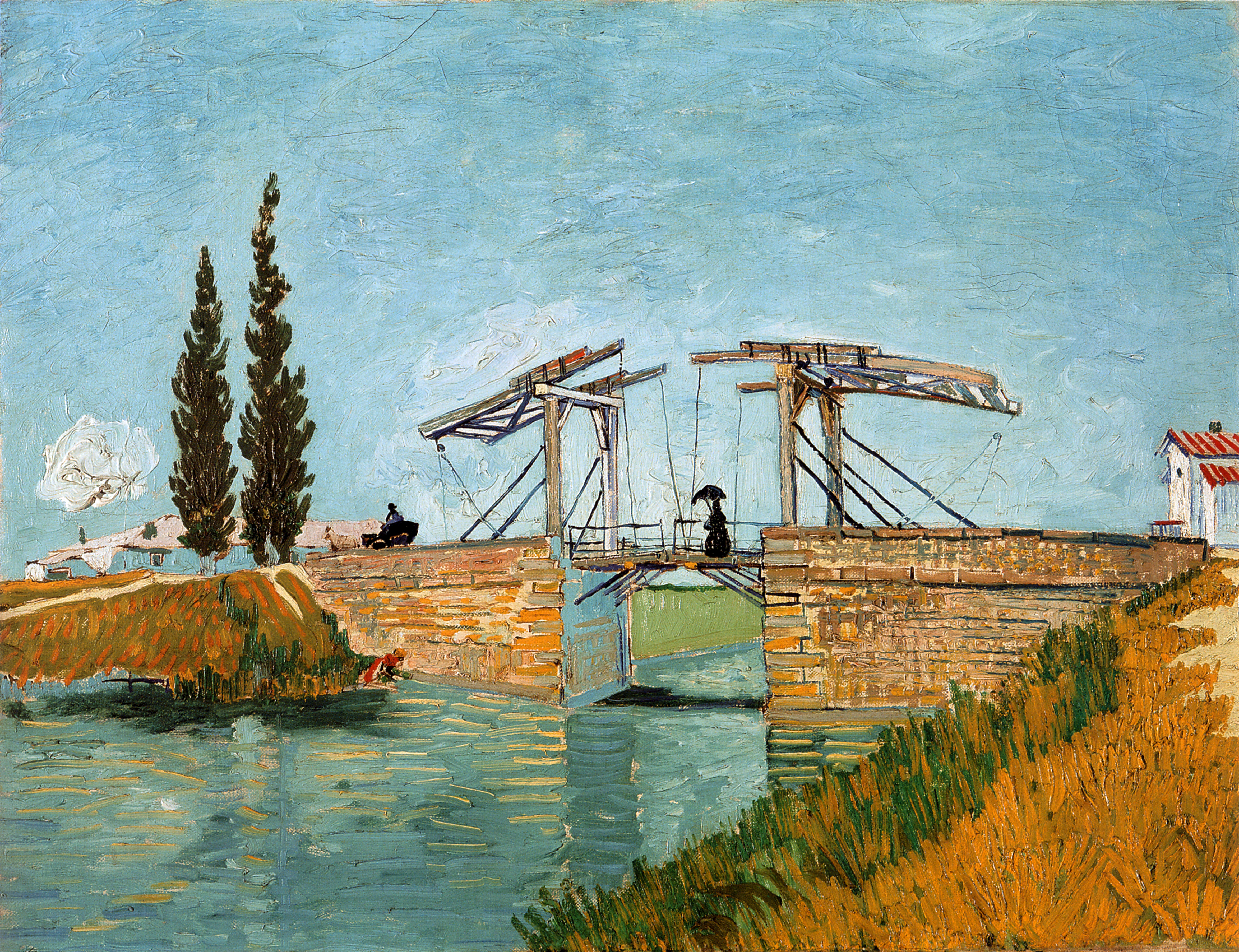
Az arles-i híd, vagy A Langlois-híd (1888)
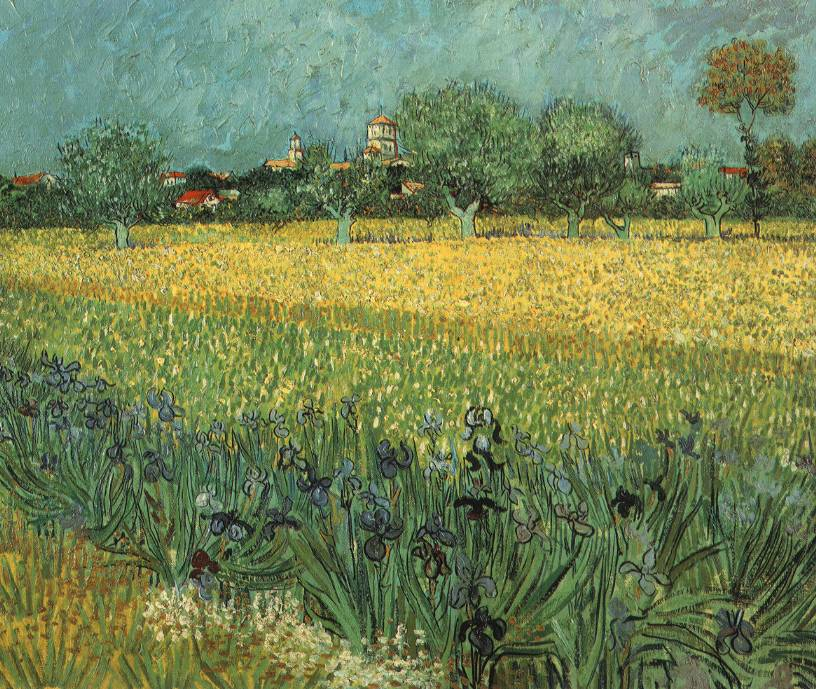
Arles látképe íriszekkel, (1888)
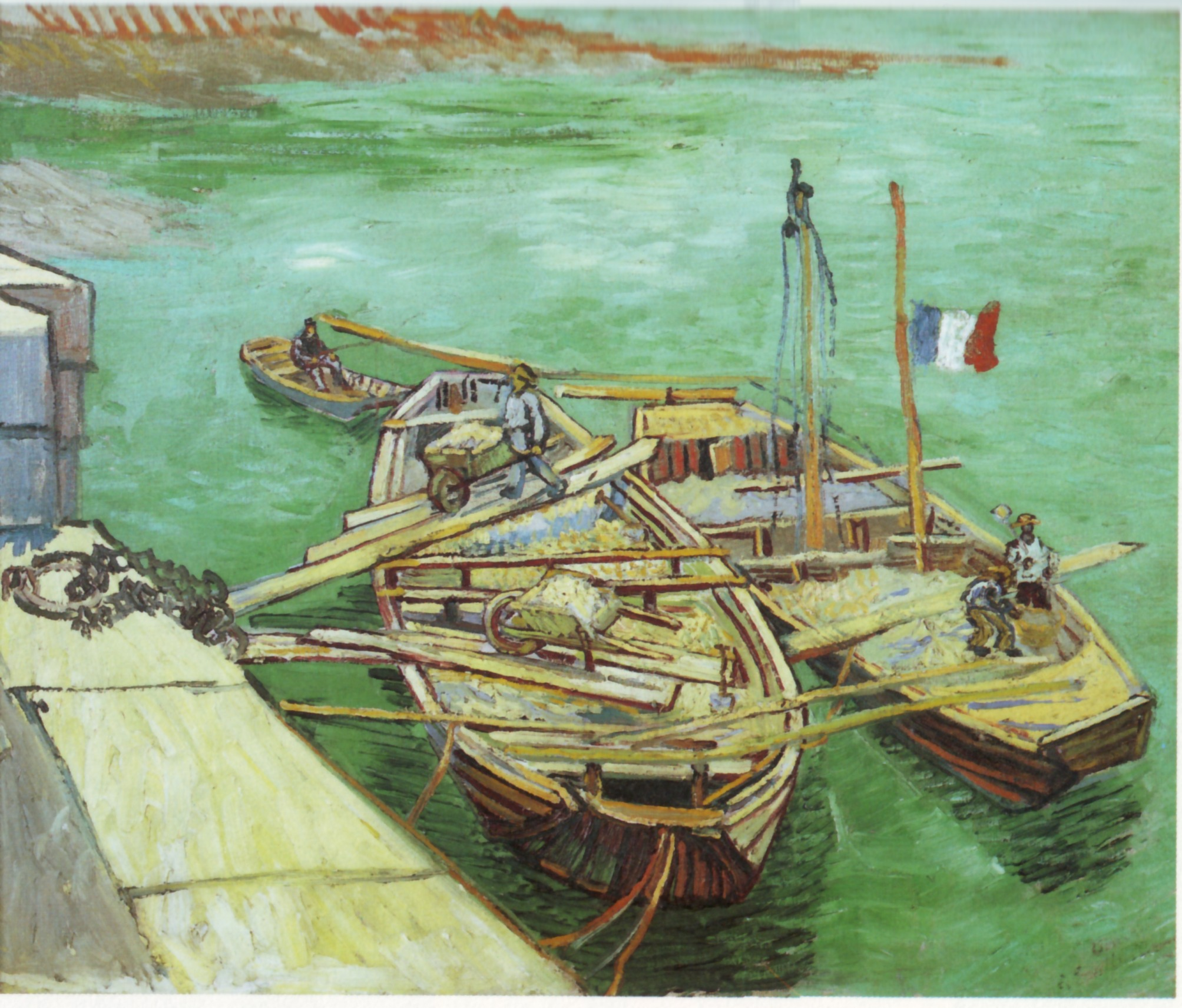
Hajók a Rhône-on, (1888)
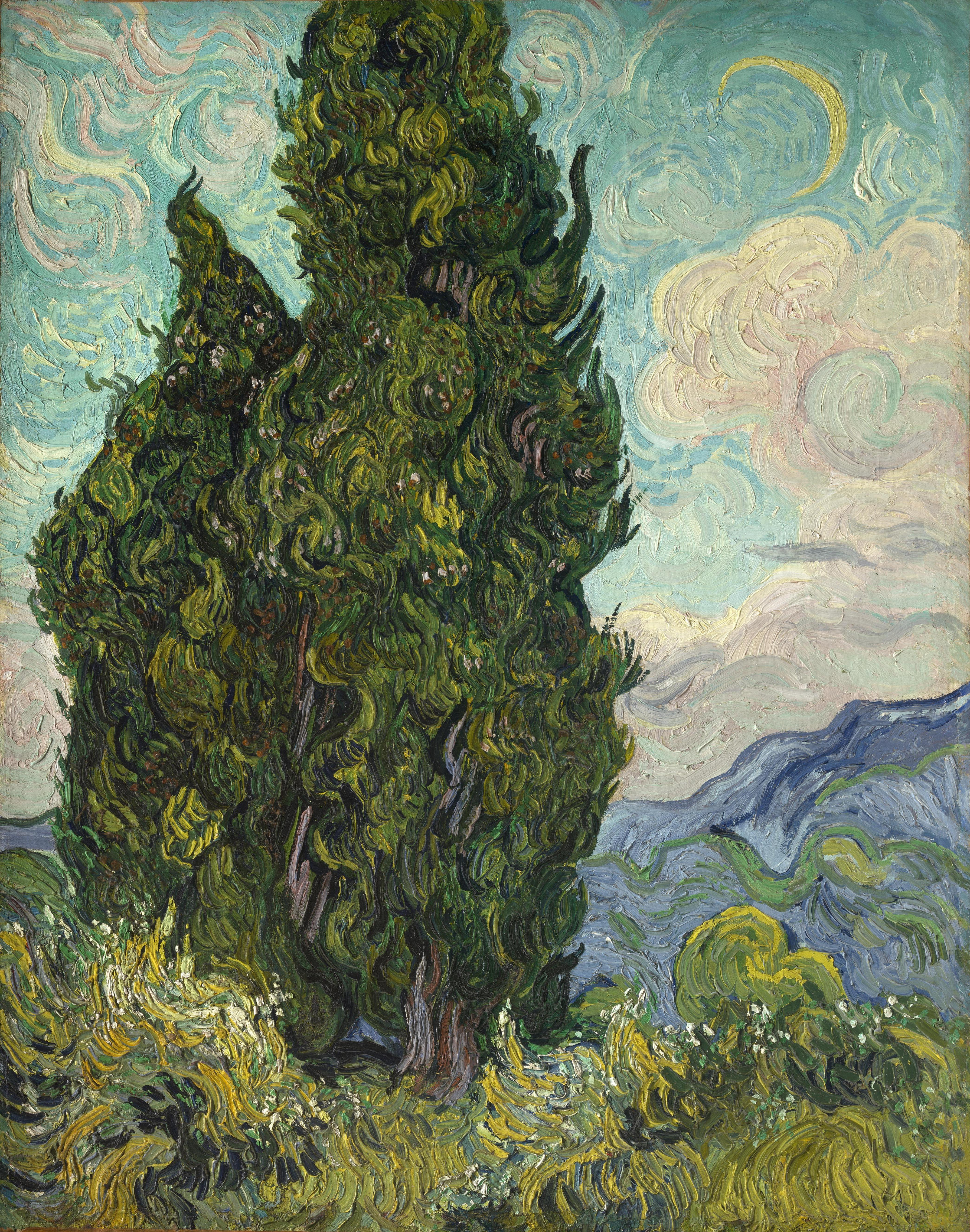
Ciprusok, 1889, New York, Metropolitan Museum
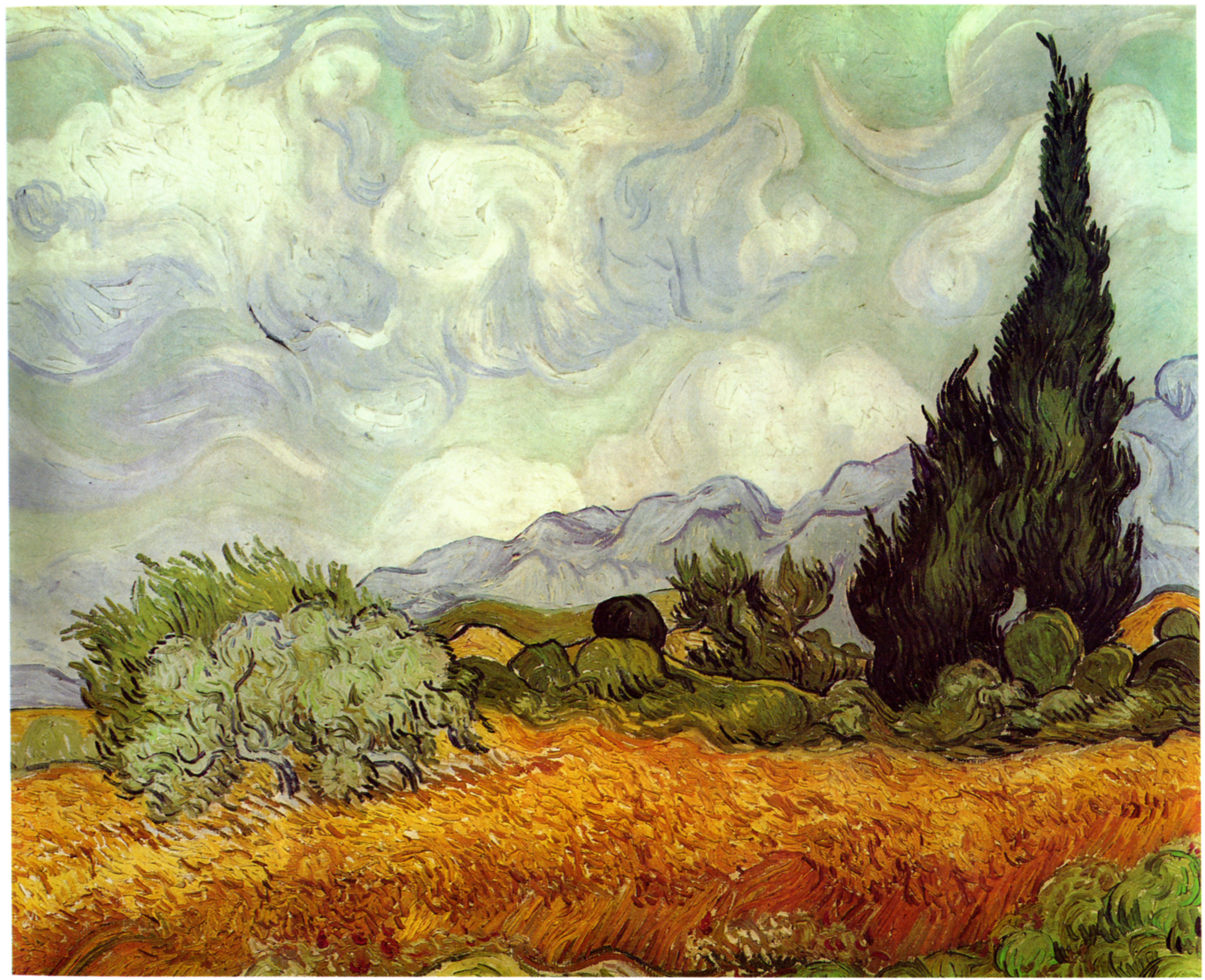
Gabonaföld ciprusokkal, (1889)
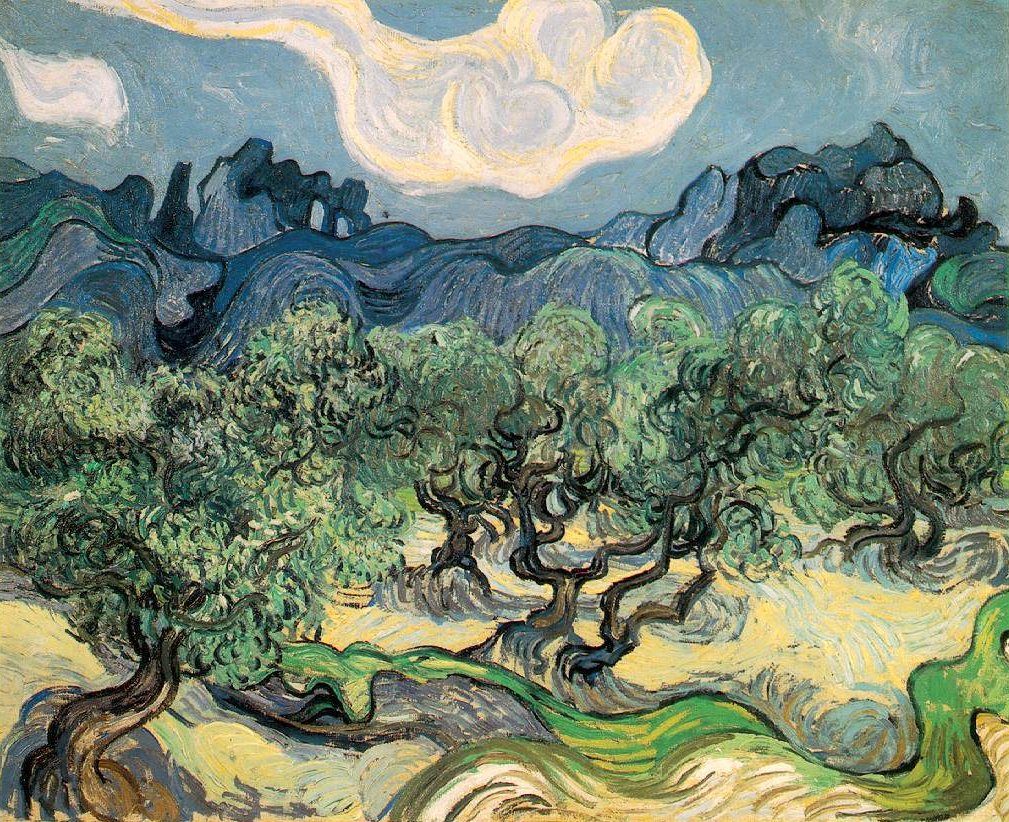
Olajfák, (1889)
Csillagos éj, 1889, New York, Modern Művészetek Múzeuma
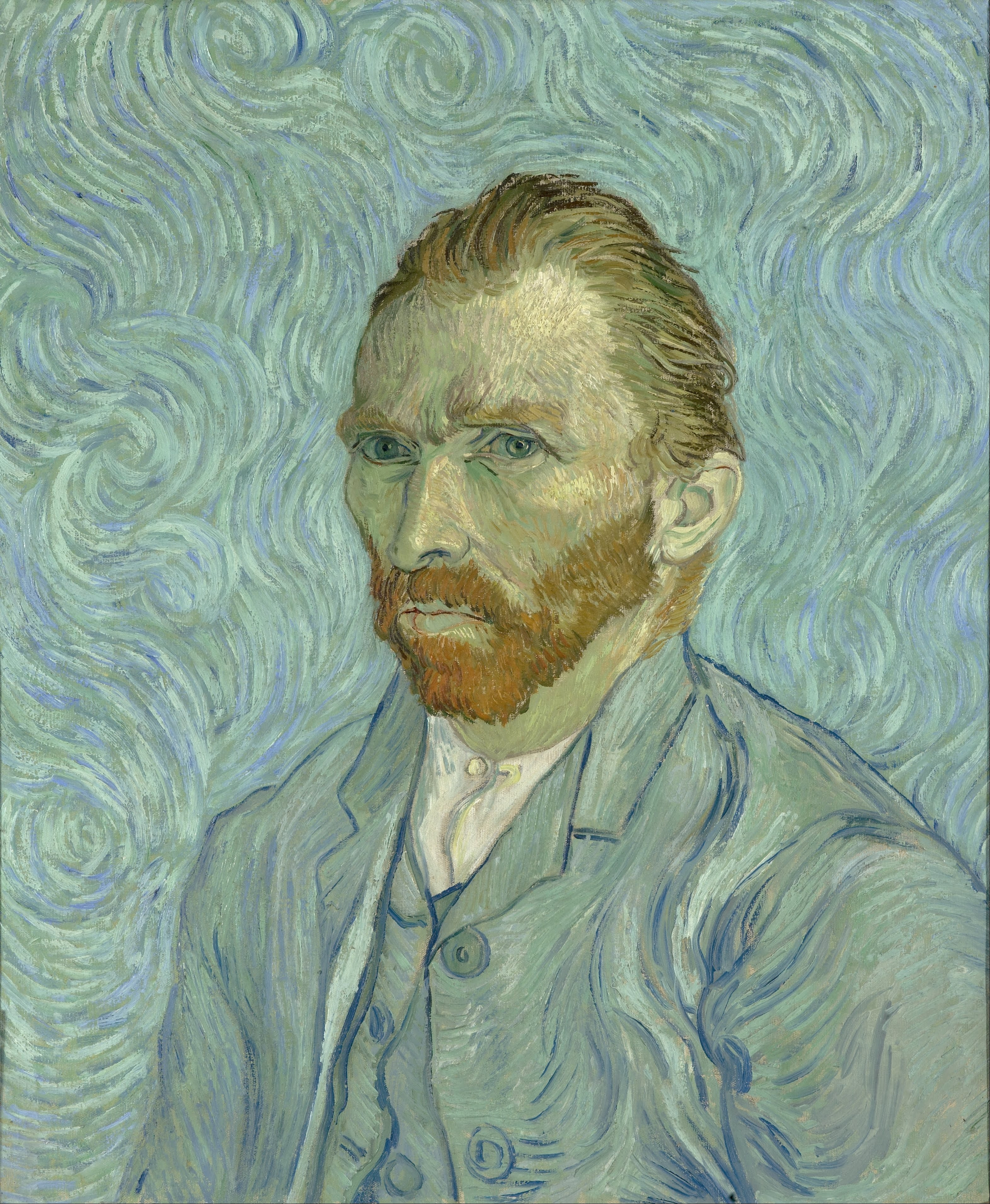
Önarckép, 1889, Párizs, Musée d’Orsay
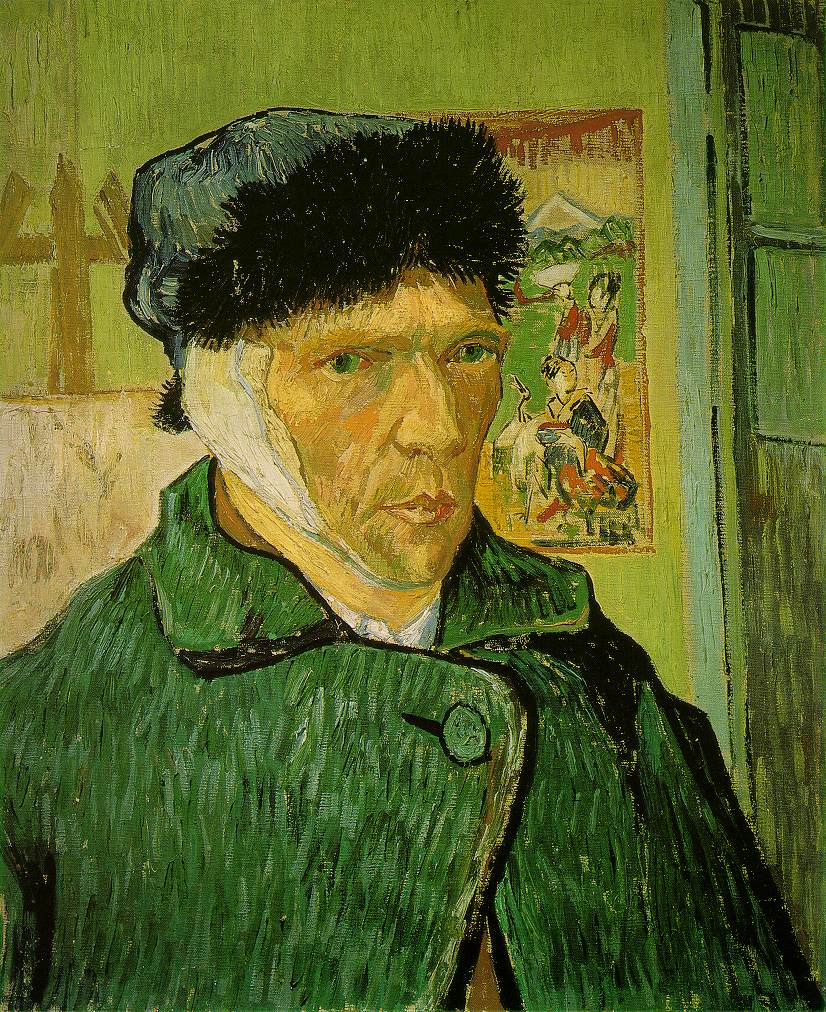
Önarckép levágott füllel, 1889, magángyűjtemény
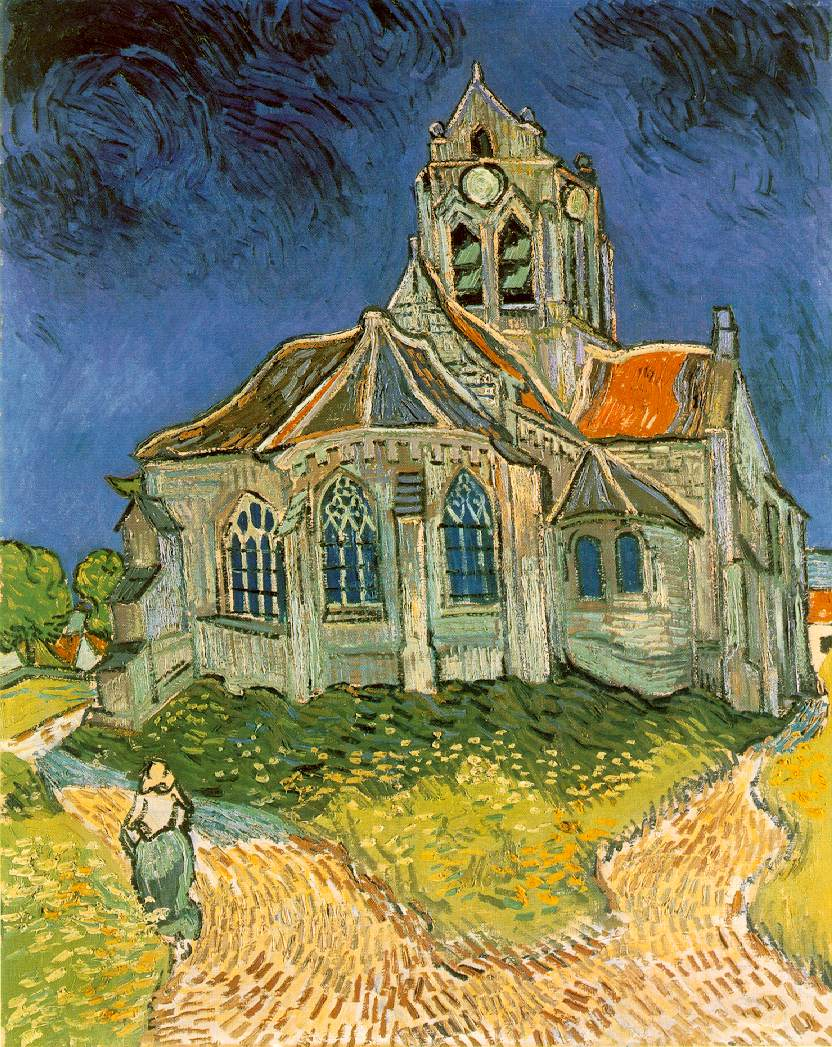
Templom Auvers-ben, 1890, Párizs, Musée d’Orsay
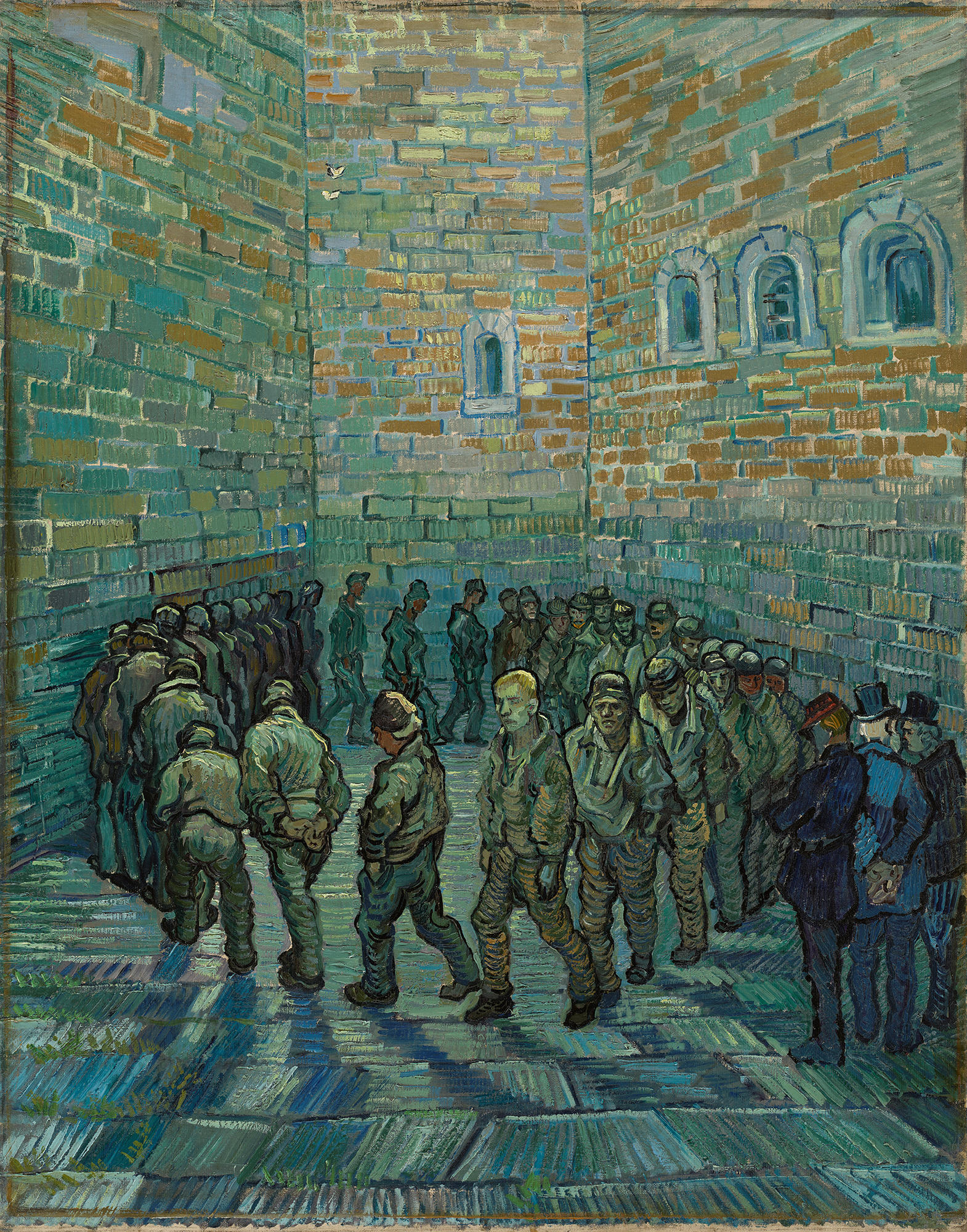
A rabok sétája, (1890)
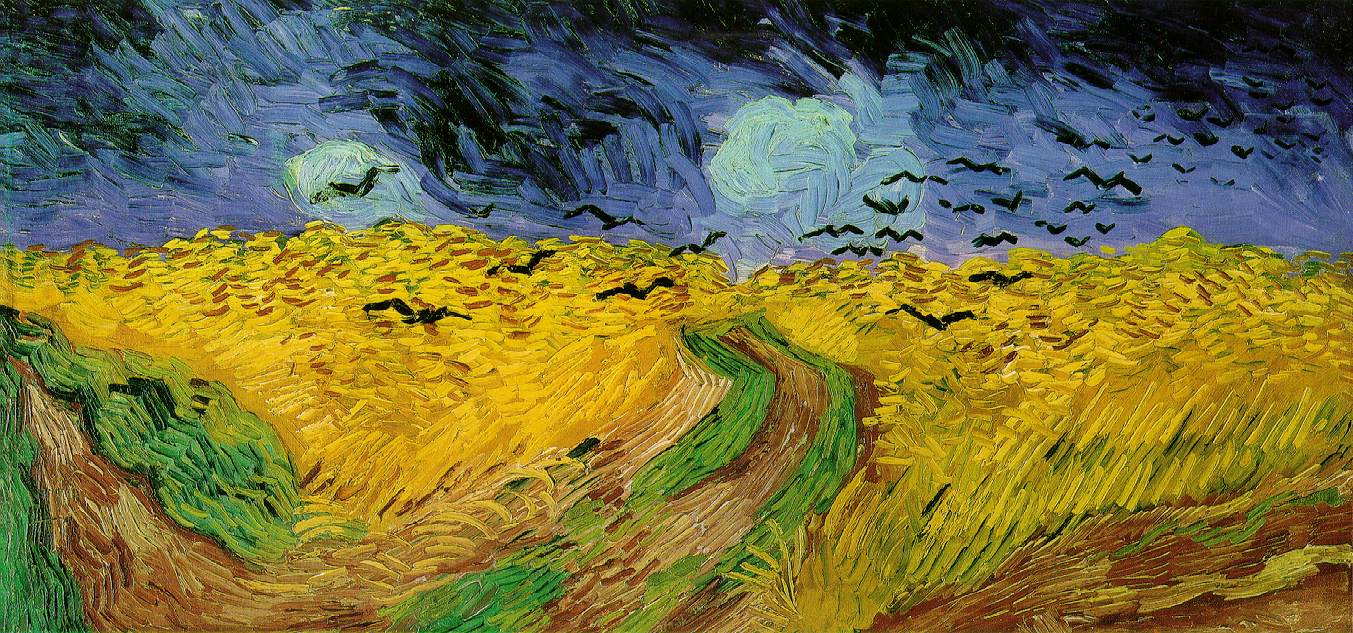
Hollók a gabonaföldek felett, vagy Varjak a búzamezőn, 1890, Amszterdam, Rijksmuseum van Gogh
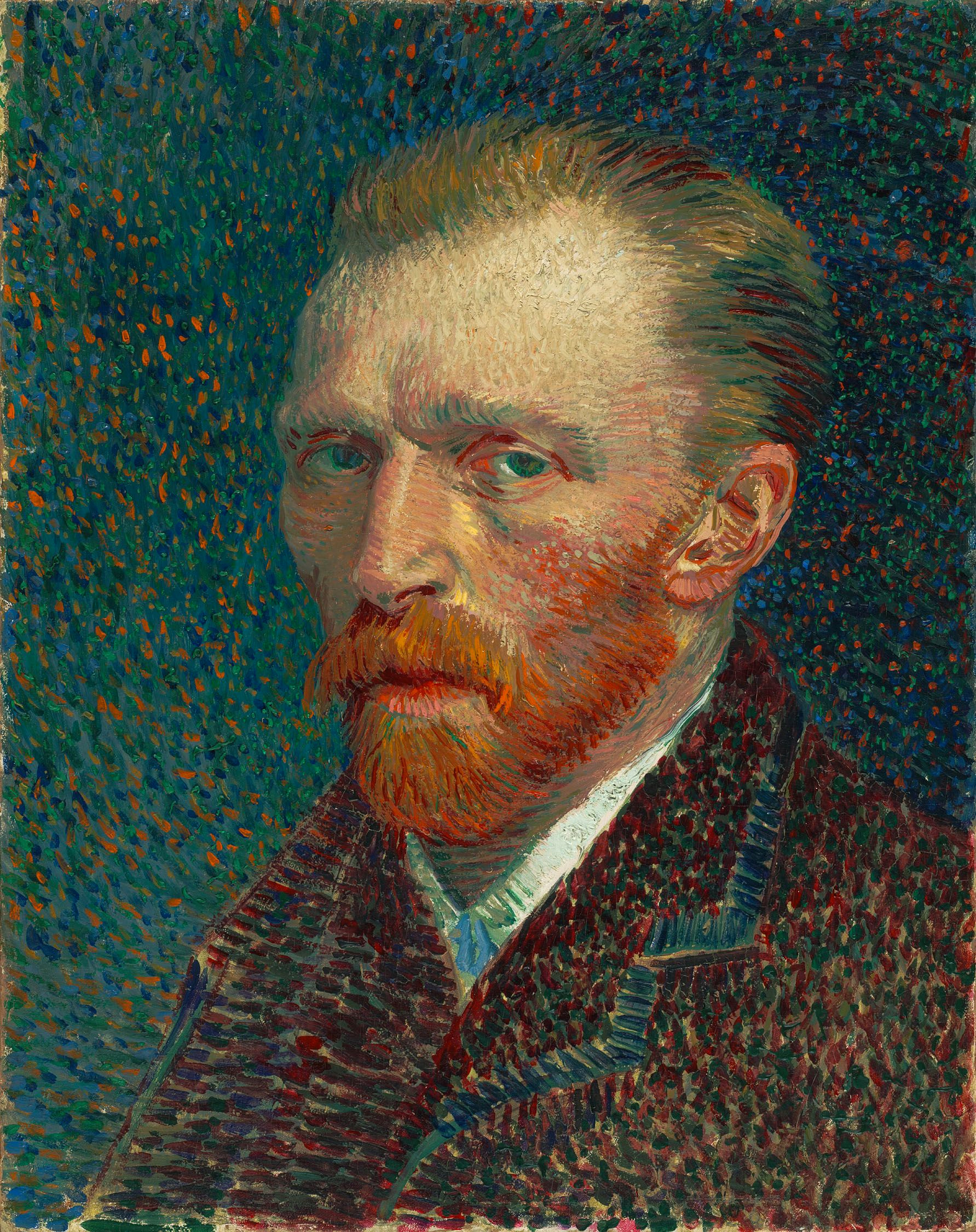
Önarckép (1887)

## További híres alkotásai
- Csendélet, 1884, Amszterdam, Cohn-Gosschalk gyűjtemény
- Idős parasztasszony, 1885, Otterlo, Rijksmuseum Kröller-Müller
- Koronaliliom réz virágvázában, Párizs, Musée d’Orsay
- Híd esőben, 1887, Amszterdam, Rijksmuseum van Gogh
- Vendéglő a szirénához, 1887, Párizs, Musée d’Orsay
- Délutáni pihenő, Párizs, Musée d’Orsay
- Szürke kalapos önarckép, 1887, Amszterdam, Rijksmuseum
- Napraforgók, 1887, New York, Metropolitan Museum
- Önarckép Gauguinnek dedikálva, 1888, Massachusetts, Cambridge, Fogg Art Museum
- A napraforgók, 1888, München, Neue Pinakhotek
- A veteményes kert, 1888, Amszterdam, Rijksmuseum van Gogh
- Van Gogh szobája vagy A művész szobája, 1888, Párizs, Musée d’Orsay
- Gauguin karosszéke, 1888
- Az arles-i nő – Madame Ginoux portréja, 1888, New York, Metropolitan Museum of Art
- Szék és pipa, 1888, London, National Gallery
- Roulin postás, 1889, Otterlo, Rijksmuseum Kröller-Müller
- Dr. Gachet kertje, 1890, Párizs, Musée d’Orsay
- Gachet kisasszony a kertjében, 1890, Párizs, Musée d’Orsay
- A vihar előtti síkság, 1890, Amszterdam, Rijksmuseum van Gogh